# Bahnhof Kufstein
Der Bahnhof Kufstein ist ein deutsch-österreichischer Grenzbahnhof in der Tiroler Stadt Kufstein. Er liegt an der Bahnstrecke Rosenheim – Kufstein sowie der Unterinntalbahn nach Innsbruck und wird von Fern- und Regionalzügen der Österreichischen Bundesbahnen (ÖBB), Deutschen Bahn (DB) und Bayerischen Oberlandbahn (BOB) bedient.

## Lage

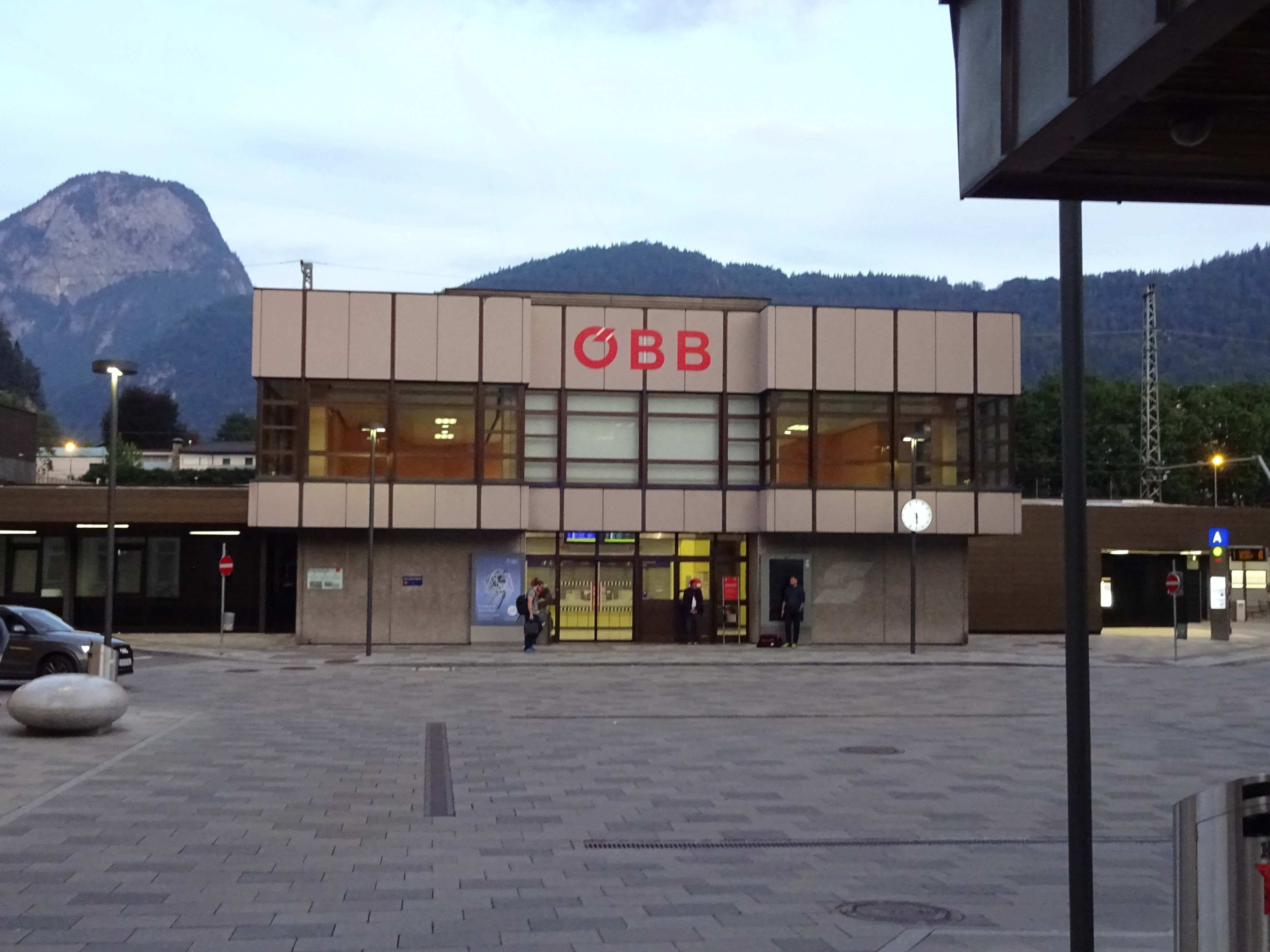
Aufnahmegebäude

Kufstein liegt an der verkehrstechnisch bedeutenden Brennerachse, Teil des TEN-V-Kernnetzkorridors Skandinavien-Mittelmeer. Der Bahnhof ist Ausgangs-/Endpunkt folgender Strecken:
- Unterinntalbahn (Kufstein – Wörgl – Jenbach – Innsbruck)
- Rosenheim – Kufstein (Rosenheim – Brannenburg – Kiefersfelden – Kufstein)

Der Bahnhof ist westlich des Inns, unmittelbar gegenüber dem Kufsteiner Stadtzentrum sowie der Festung Kufstein gelegen. Über den Bahnhof erstreckt sich der Zeller Steg, der den schwer zugänglichen Stadtteil Zell für Fußgänger besser erreichbar macht.

## Geschichte

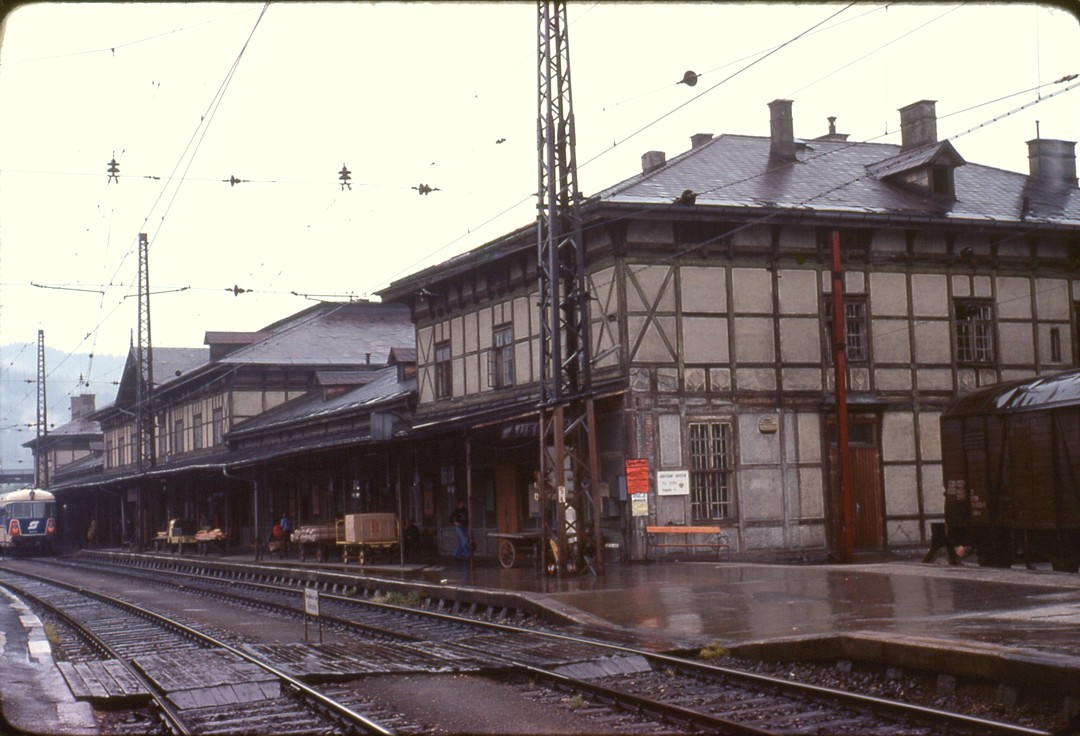
Das alte Empfangsgebäude (1978)

Im Jahr 1858 wurde die Bahnstrecke Rosenheim–Kufstein–Innsbruck eröffnet und 1876 der Bahnhof Kufstein erbaut. 1980 musste das alte Empfangsgebäude, das in Fachwerkbauweise gebaut wurde, gänzlich zugunsten eines modernen Baus ersetzt. Die Anlagen wurden Anfang der 1980er Jahre komplett neu gebaut, der Fußgängersteg in den Stadtteil Zell wurde ein paar hundert Meter in den Süden verlegt. Die Station ist ein österreichisch-deutscher Grenzbahnhof zwischen ÖBB und DB.
1895 gab es erste Pläne einer Lokalbahn von Kufstein nach Reit im Winkl. Diese wurde allerdings abgelehnt und stattdessen wurde der Bau einer Schmalspurbahn über Kössen nach St. Johann in Tirol angestrebt, um Kufstein an die Salzburg-Tiroler-Bahn anzubinden. Das Vorhaben wurde aber aufgrund Geldmangels nach dem Ersten Weltkrieg, wie viele andere Lokalbahnprojekte in Österreich, nicht umgesetzt.
Um 2000 wurde auf der Westseite eine Park-and-Ride-Anlage angelegt sowie Lifte zu den Bahnsteigen eingebaut. Die Bahnsteige in Kufstein zählen mit einer Länge von bis zu 740 Metern zu den längsten Österreichs.
Zwar wurde der Bahnhof bis dato nie ein Knotenpunkt, trotzdem kann man ihn indirekt als Knotenpunkt bezeichnen, da innerösterreichische Züge zwar die Strecke bis kurz vor den Bahnhof Rosenheim fahren, dann aber über die Rosenheimer Schleife nach Salzburg abbiegen, ohne einen Halt in Deutschland zu machen (sogenannte Korridorzüge).
Im März 2017 wurde mit den Arbeiten für die Umgestaltung des Vorplatzes mit Errichtung eines neuen Busterminals begonnen. Diese Arbeiten wurden im Januar 2018 abgeschlossen. Die Kosten betrugen 2,8 Millionen Euro.

## Bahngleise

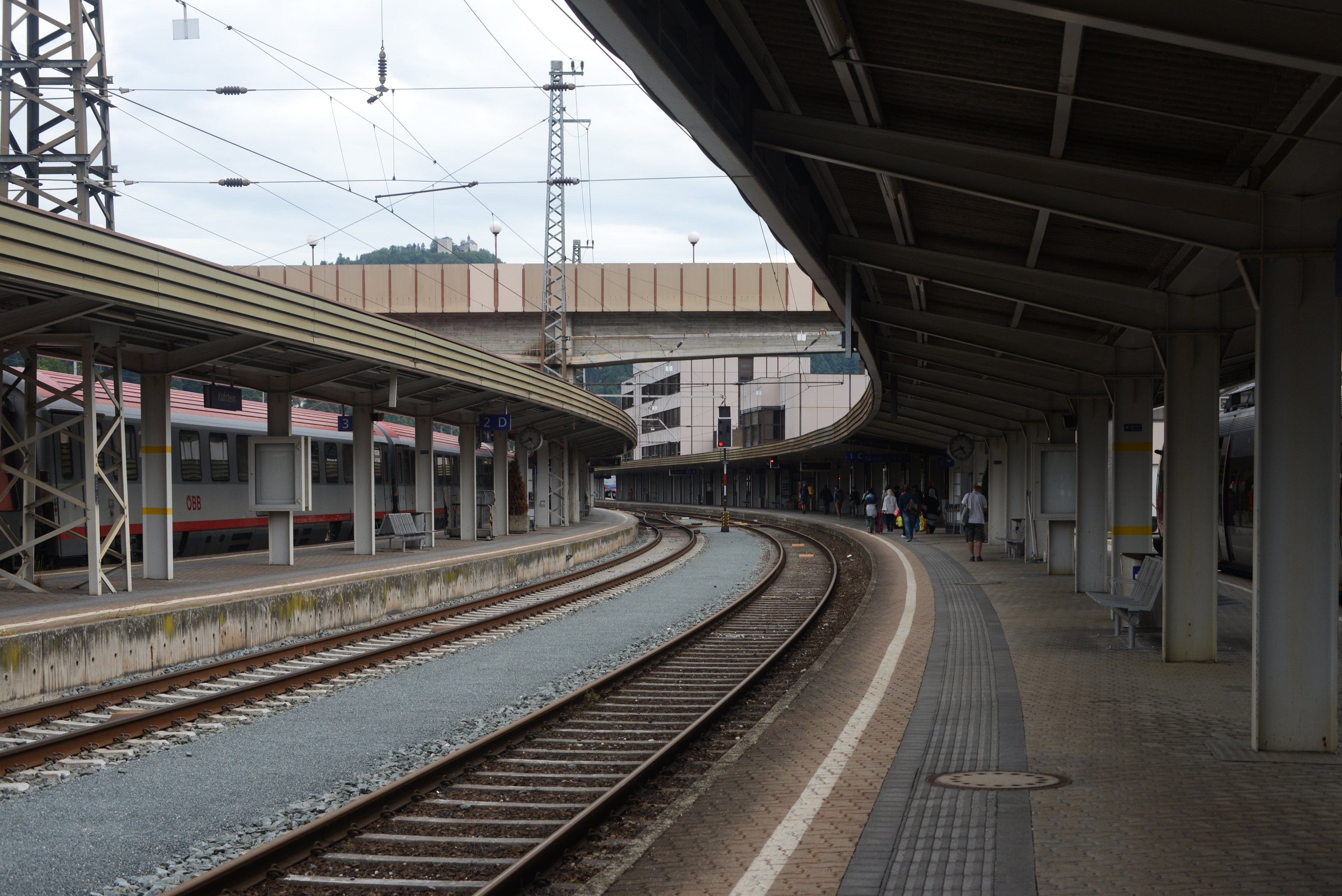
Bahnsteig 1

Die 8 Bahnsteiggleise sind aufgegliedert in 5 Kopfgleise und 3 Fernbahngleise. Die Kopfgleise werden aktuell nur vom Regionalverkehr benützt, sie sind mit Gleis 21, 22, 11, 12 und 13 beschriftet. Die Gleise 11, 12 und 13 werden für Regionalzüge nach Deutschland eingesetzt. Die Bayrische Oberlandbahn führt die Regionalzugverbindungen nach München und Rosenheim durch. Gleise 21, 22 und der Bahnsteig 1 werden für den Tiroler-Regionalzugverkehr benützt. Zusätzlich gibt es noch einige Abstellgleise, von denen 8 Durchgangsgleise sind. Einige Abstellgleise sind im Besitz von Lokomotion. Häufig werden Lokomotiven und Zuggarnituren nachts am Bahnhof abgestellt. Die Kopfgleise sowie Bahnsteig 1 sind ebenerdig erreichbar. Bahnsteig 2 und 3 sind über eine Unterführung mit Treppen und Lift erreichbar.
Der Bahnsteig 3 bzw. 2 zählte einst mit 700 Meter zu den längsten in ganz Österreich. 2012 wurde dieser allerdings auf 450 Meter verkürzt. Der Bahnsteig 1 blieb jedoch unverändert und zählt weiterhin zu den längsten in Österreich.

## Verkehrsbedeutung
Der Bahnhof Kufstein zählt heute zu den wichtigsten Bahnhöfen im Tiroler Unterland und ist an das hochrangige Bahnnetz angeschlossen. Die Bedeutung des Bahnhofs liegt neben dem Tourismus vor allem im Pendlerverkehr in die Landeshauptstädte Innsbruck und München. Neben den Zügen gibt es zahlreiche Busverbindungen in die umliegenden Gemeinden und Taxis vor dem Bahnhofsgebäude. Anreise mit dem Auto ist durch die Park and Ride Anlage auf der anderen Seite des Bahnhofs auch möglich.

### Schienenverkehr

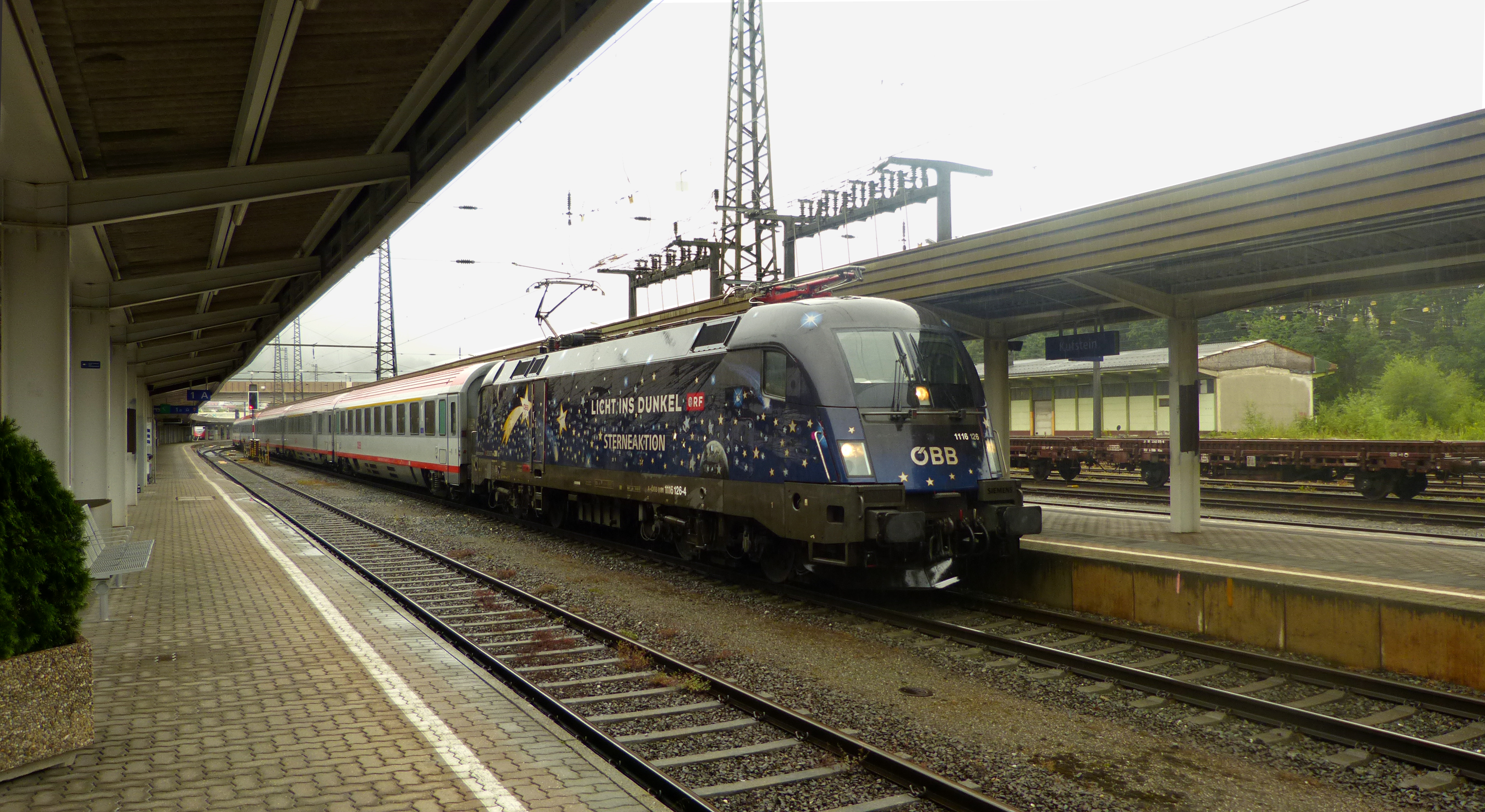
Werbelok 1116 126 mit IC nach Wien in Kufstein

Vor dem Zweiten Weltkrieg hielten viele Fernverkehrszüge aus ganz Europa in Kufstein. Im Jahr 1939 bestanden einige Verbindungen nach Budapest, Zürich, Wien, München, Berlin, Hamburg, Paris, Rom, Neapel, Mailand, Verona, Bologna und Rotterdam.
Im Fernverkehr verkehren regelmäßig Züge von Budapest bzw. Bratislava und Wien nach Zürich bzw. Bregenz und von München über den Brenner nach Norditalien. Es halten die meisten Fernverkehrszüge. Dazu ist der Bahnhof mit der Verbindung von Innsbruck bis Amsterdam bzw. Hamburg auch an den Nachtverkehr angebunden. Saisonal stoppt hier auch der Urlaubs-Express.
Im Nahverkehr ist Kufstein ein wichtiger Halt der S-Bahn Tirol und ist mit den VVT-Regiozügen mit dem Tiroler Inntal verbunden. Die Regionalzugverbindungen nach Tirol starten bzw. enden alle in Kufstein. In die andere Richtung des Inntals fährt ein Regionalzug aus Bayern über Rosenheim nach München. An den Wochenenden startet bzw. endet hier die Tiroler Nacht-S-Bahn.
Die nachstehende Tabelle listet alle täglich verkehrenden Zugrelationen mit Halt in Kufstein auf. Während der Hauptverkehrszeit, zu Tagesrandzeiten und an Wochenenden verkehren teilweise weitere Züge. Die Halte auf der Strecke sind nur auszugsweise angeführt. Schrittweise sollen alle Eurocity-Garnituren nach Italien durch Railjets der 2. Generation ersetzt werden. Teilweise halten auch Züge von privaten Eisenbahnverkehrsunternehmen und andere Sonderzüge. 
| Zuggattung                  | Zuggattung                                                                                    | Strecke | Strecke | Taktfrequenz   | Anmerkung                                        |
| --------------------------- | --------------------------------------------------------------------------------------------- | --- | --- | -------------- | ------------------------------------------------ |
| Xpress                      |                                                                                               | Bratislava / Budapest / Flughafen Wien – Wien – St. Pölten – Linz – Salzburg – Kufstein – Wörgl – Innsbruck – Ötztal – Landeck-Zams – Feldkirch – Zürich           | Bratislava / Budapest / Flughafen Wien – Wien – St. Pölten – Linz – Salzburg – Kufstein – Wörgl – Innsbruck – Ötztal – Landeck-Zams – Feldkirch – Zürich           | 2-Stunden-Takt |                                                  |
| Xpress                      | Wien – St. Pölten – Linz – Salzburg – Kufstein – Wörgl – Innsbruck – Brenner – Brixen – Bozen | Wien – St. Pölten – Linz – Salzburg – Kufstein – Wörgl – Innsbruck – Brenner – Brixen – Bozen                                                                      | ein Zugpaar |                |                                                  |
| Railjet · EuroCity          |                                                                                               | München – Rosenheim – Kufstein – Wörgl – Jenbach – Innsbruck – Brenner – Brixen – Bozen – Trient – Verona (– Bologna / Rimini / Venedig)                           | München – Rosenheim – Kufstein – Wörgl – Jenbach – Innsbruck – Brenner – Brixen – Bozen – Trient – Verona (– Bologna / Rimini / Venedig)                           | 2-Stunden-Takt | ein Zugpaar mit Eurocity-Garnitur                |
| Intercity-Express           |                                                                                               | Innsbruck – Jenbach – Wörgl – Kufstein – Rosenheim – München – Stuttgart – Frankfurt – Leipzig – Berlin                                                            | Innsbruck – Jenbach – Wörgl – Kufstein – Rosenheim – München – Stuttgart – Frankfurt – Leipzig – Berlin                                                            | ein Zugpaar    |                                                  |
| WESTbahn                    |                                                                                               | Wien Westbahnhof – St. Pölten – Linz – Salzburg – Kufstein – Wörgl – Jenbach – Innsbruck (– Imst-Pitztal – Landeck-Zams – Feldkirch – Dornbirn – Bregenz – Lindau) | Wien Westbahnhof – St. Pölten – Linz – Salzburg – Kufstein – Wörgl – Jenbach – Innsbruck (– Imst-Pitztal – Landeck-Zams – Feldkirch – Dornbirn – Bregenz – Lindau) | fünf Zugpaare  | jeweils ein Zugpaar nach Bregenz und Lindau      |
| ÖBB Nightjet                |                                                                                               | Hamburg – Hannover – | Nürnberg – München – Rosenheim – Kufstein – Wörgl – Jenbach – Innsbruck                                                                                            | ein Zugpaar    |                                                  |
| ÖBB Nightjet                | Amsterdam –                                                                                   | ein Zugpaar | Nürnberg – München – Rosenheim – Kufstein – Wörgl – Jenbach – Innsbruck                                                                                            |                |                                                  |
| Regional-Express#Österreich |                                                                                               | Kufstein – Wörgl – Jenbach – Innsbruck | Kufstein – Wörgl – Jenbach – Innsbruck | 2-Stunden-Takt | teilweise verlängert als nach Landeck-Zams       |
| Regional-Express#Österreich |                                                                                               | Kufstein – Wörgl – Brixlegg – Jenbach – Schwaz – Hall in Tirol – Innsbruck                                                                                         | Kufstein – Wörgl – Brixlegg – Jenbach – Schwaz – Hall in Tirol – Innsbruck                                                                                         | 1-Stunden-Takt |                                                  |
| S-Bahn Tirol#S4             |                                                                                               | Kufstein – Wörgl – Brixlegg – Jenbach – Schwaz – Hall in Tirol – Innsbruck                                                                                         | Kufstein – Wörgl – Brixlegg – Jenbach – Schwaz – Hall in Tirol – Innsbruck                                                                                         | einzelne Züge  | verkehrt zu Tagesrandzeiten und als Nacht-S-Bahn |
| RB54                        |                                                                                               | Kufstein – Kiefersfelden – Rosenheim – Grafing – München | Kufstein – Kiefersfelden – Rosenheim – Grafing – München | 1-Stunden-Takt |                                                  |

#### Güterverkehr

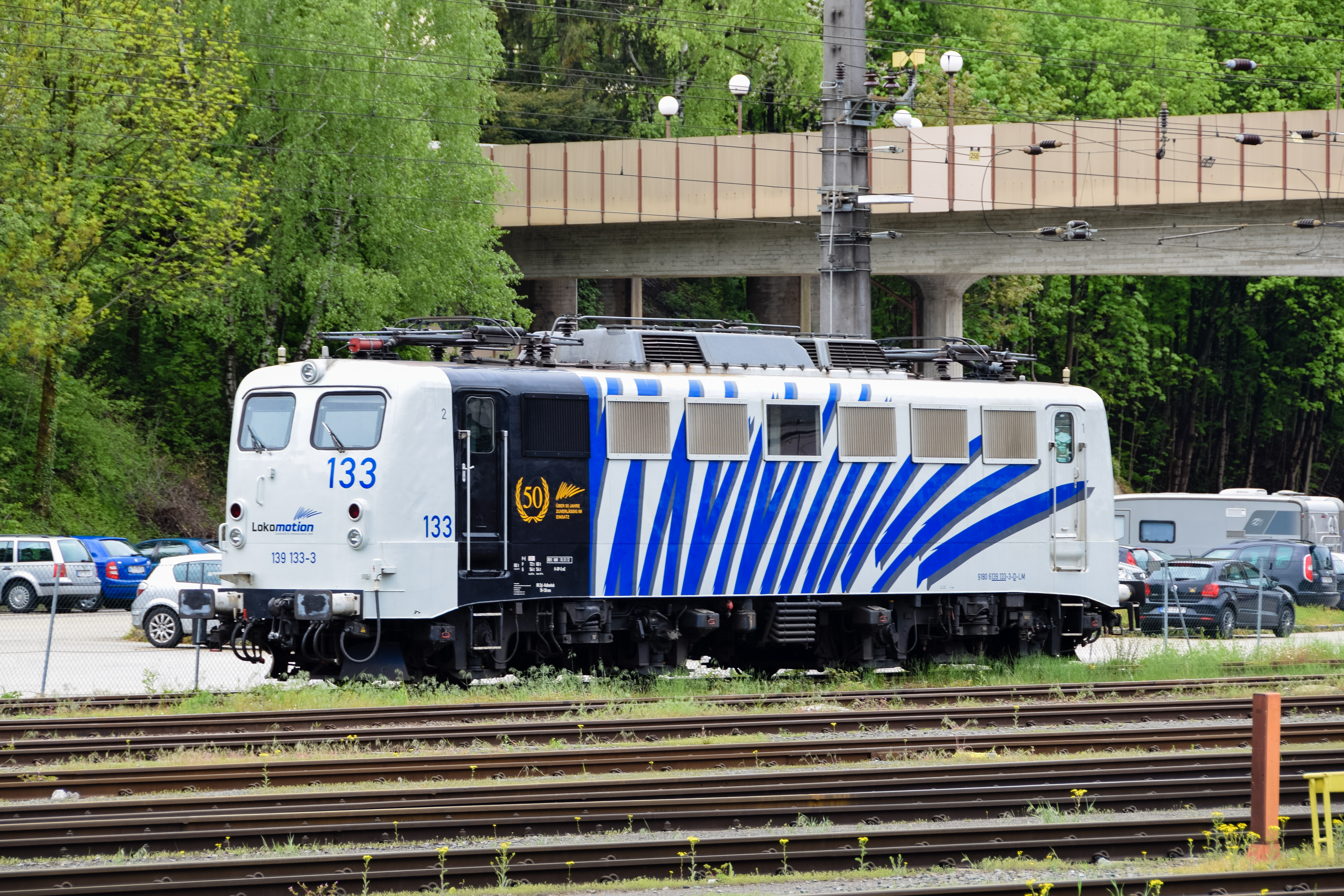
Lokomotion Lok der Baureihe 139 in Kufstein

Aufgrund der Lage an der Brennerachse herrscht im Bahnhof ebenso reger Güterverkehr. Der Bahnhof wird hauptsächlich dazu genutzt, eine zweite Lokomotive an die Güterzüge zu hängen, damit sie über den Brenner fahren können. Das Güterverladeterminal ist nicht mehr in Betrieb, das Gebäude aber noch vorhanden. Seit 2020 unterhält hier das Güterverkehrsunternehmen Lokomotion GmbH ihre Lokwerkstatt und führt Instandhaltungsarbeiten an ihren sowie Lokomotiven anderer Unternehmen durch.

### Busverkehr

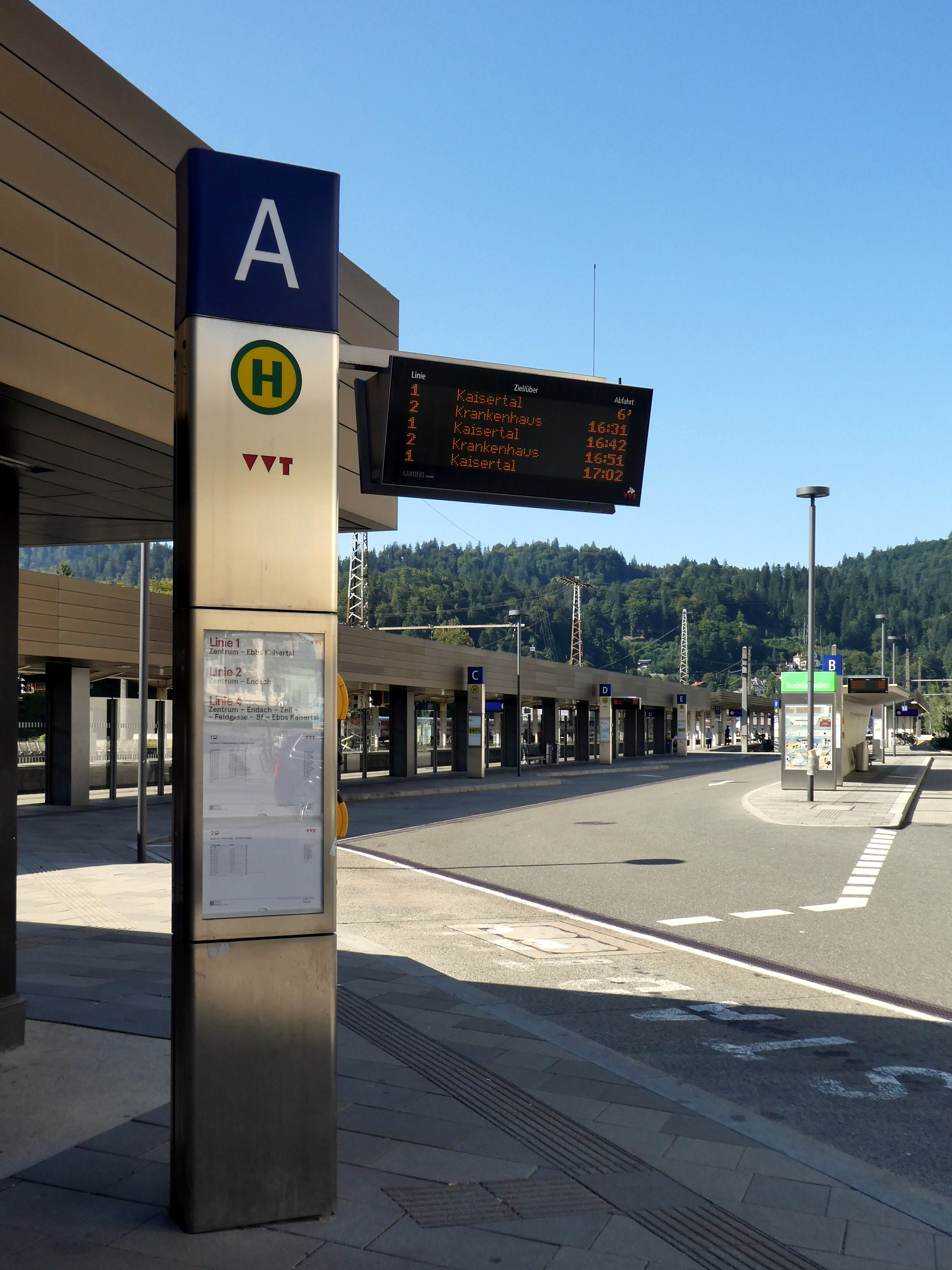
Busterminal

Vom Busterminal am Bahnhofsvorplatz verkehren mehrere Buslinien verschiedener Betreiber.
- Verkehrsbetriebe Achhorner KG (Teil von Ledermair)[12] – Stadtbus Kufstein
  - Stadtbus Kufstein: 1 2 4
- Ledermair Linienverkehr & Reisemanagement GmbH
  - 4030: Kufstein – Ebbs – Niederndorf – Rettenschöss – Walchsee – Kössen
  - 730N: Kufstein – Ebbs – Niederndorf – Erl – Niederndorf – Rettenschöss – Walchsee – Kössen
  - 4036: Kufstein – Ebbs – Niederndorf – Erl
  - 4046: Kufstein – Thiersee – Hinterthiersee
  - 4047: Kufstein – Thiersee – Landl
  - 4055: Kufstein – Kirchbichl – Wörgl
  - 4056: Kufstein – Langkampfen – Kirchbichl – Wörgl
  - 4026: Kufstein – Schwoich – Bad Häring – Kirchbichl – Wörgl
  - 4068: Kufstein – Langkampfen – Mariastein – Angerberg – Wörgl
  - 4902: Kufstein – Schwoich – Söll
  - 50: Kufstein – Hechtsee (nur im Sommer)
- Regionalverkehr Oberbayern GmbH (bzw. Chr. MARGREITER Verkehrsunternehmen GmbH)
  - 52: Kufstein – Kiefersfelden – Oberaudorf – Flintsbach – Brannenburg – Raubling – Rosenheim

## Galerie

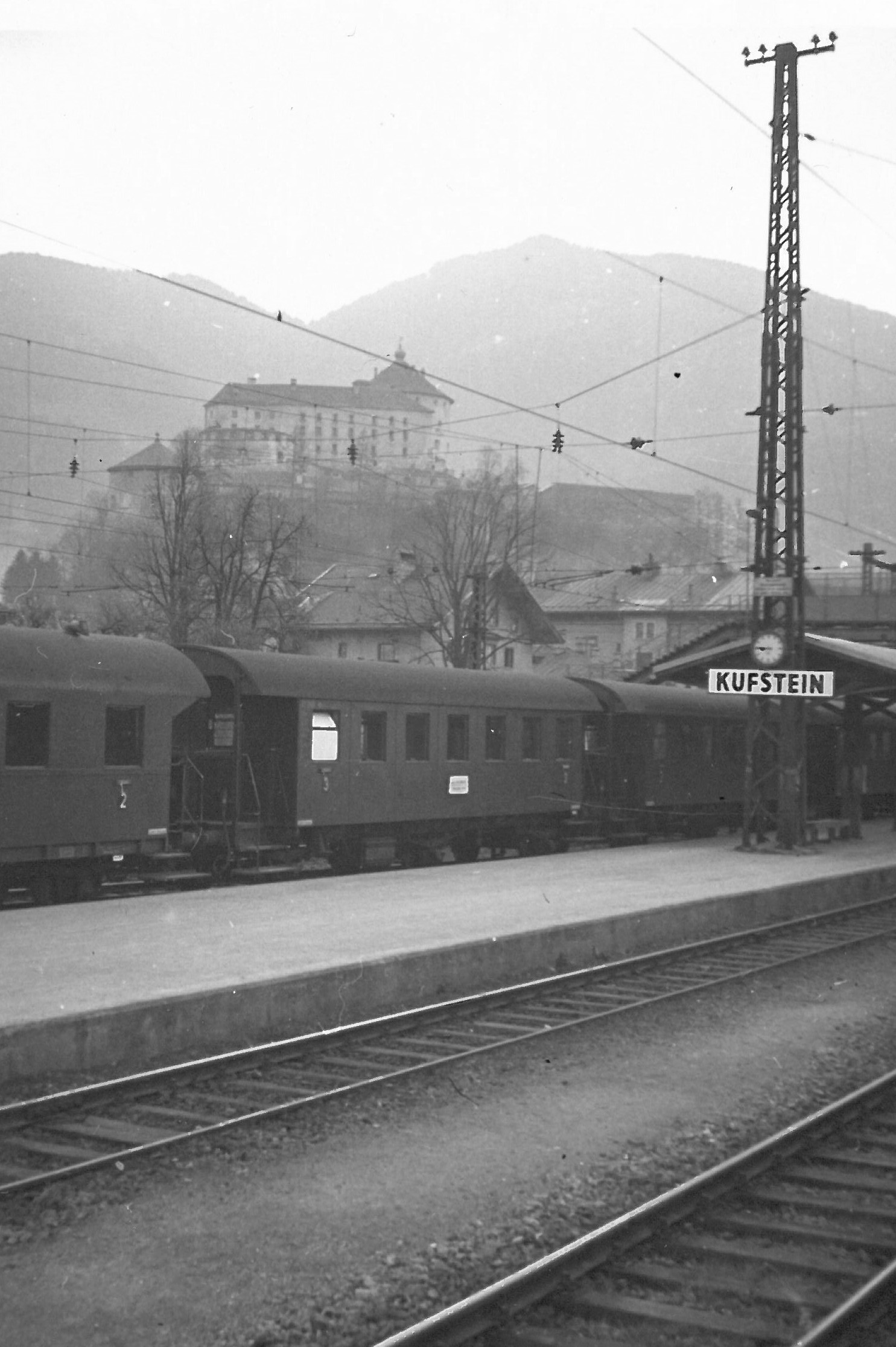
Personenzug  mit der Festung Kufstein im Hintergrund (1954)
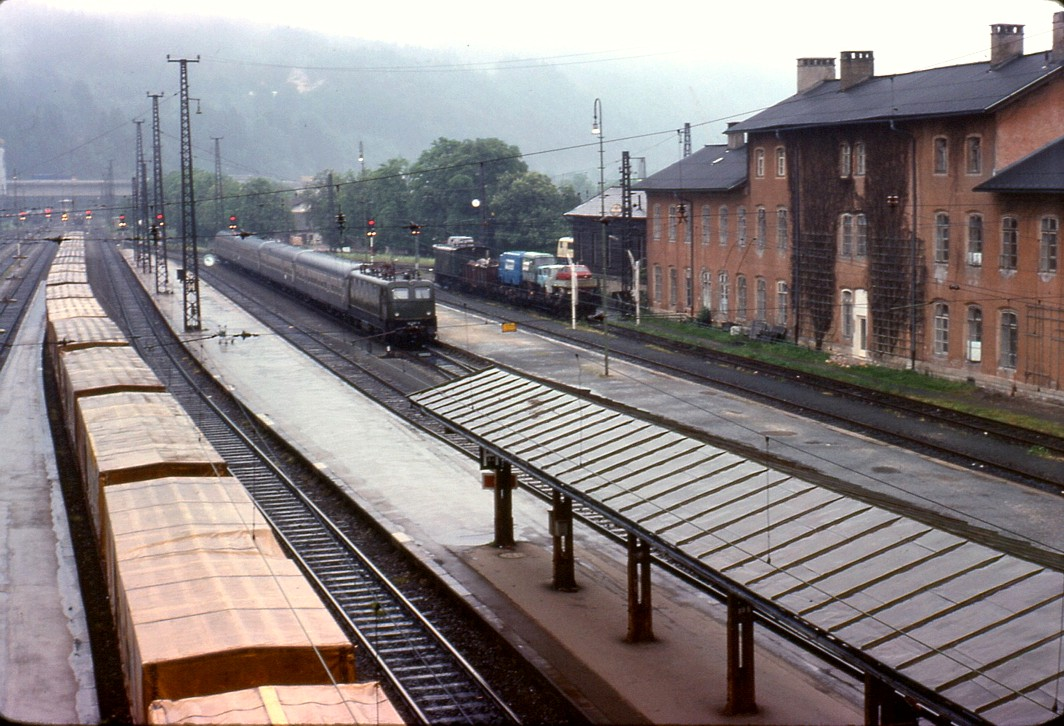
Blick Richtung Rosenheim (1978)
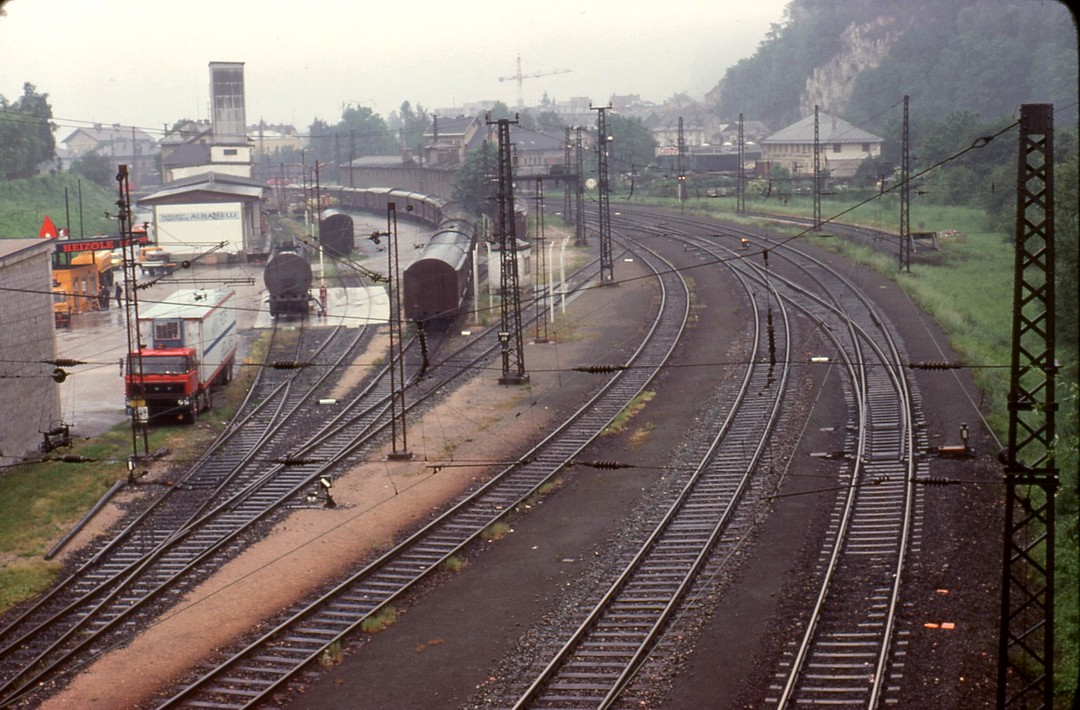
Bahnhofsanlage von Süden (1978)
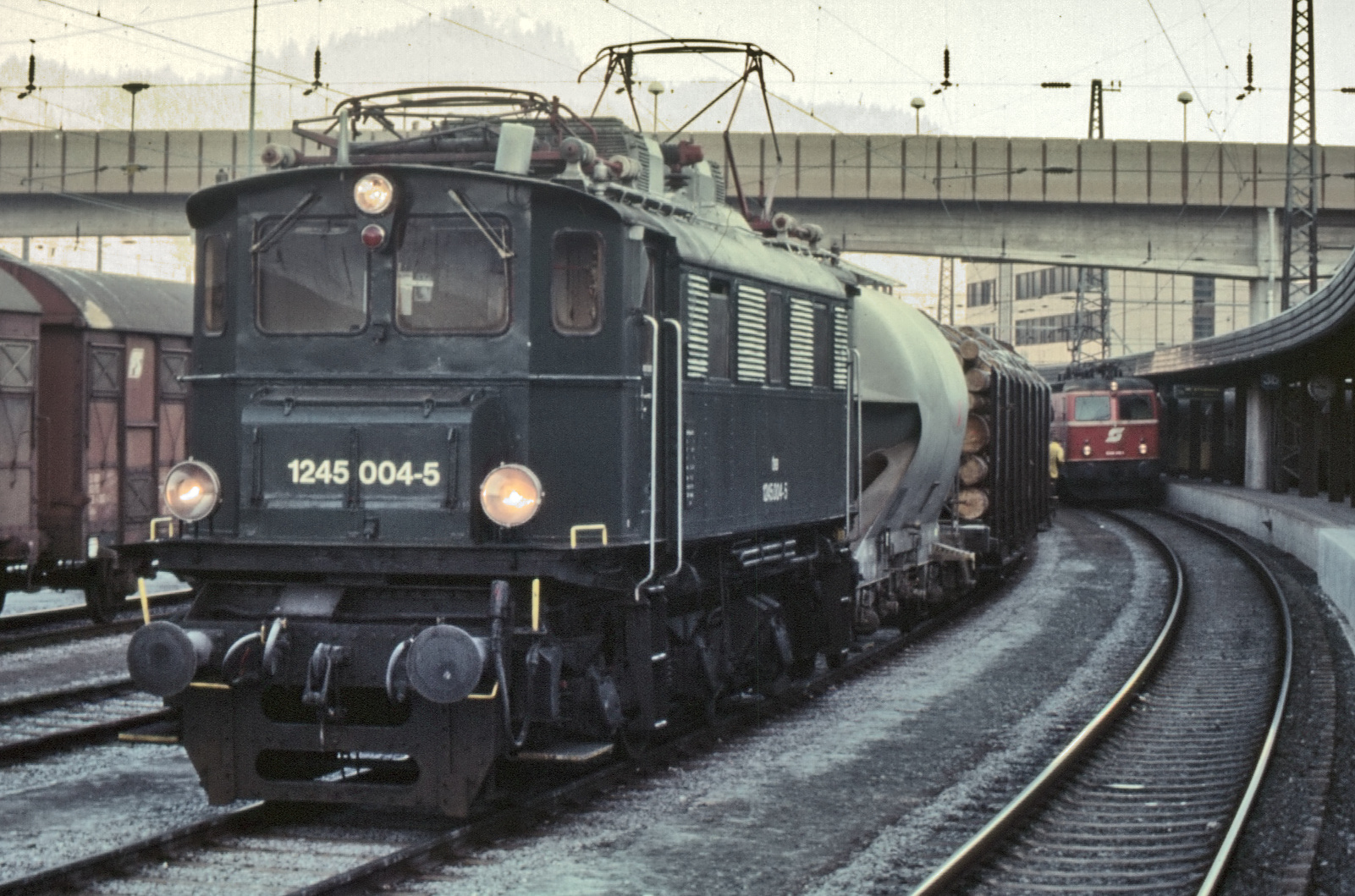
Lok 1245 004 mit Güterzug (1990)
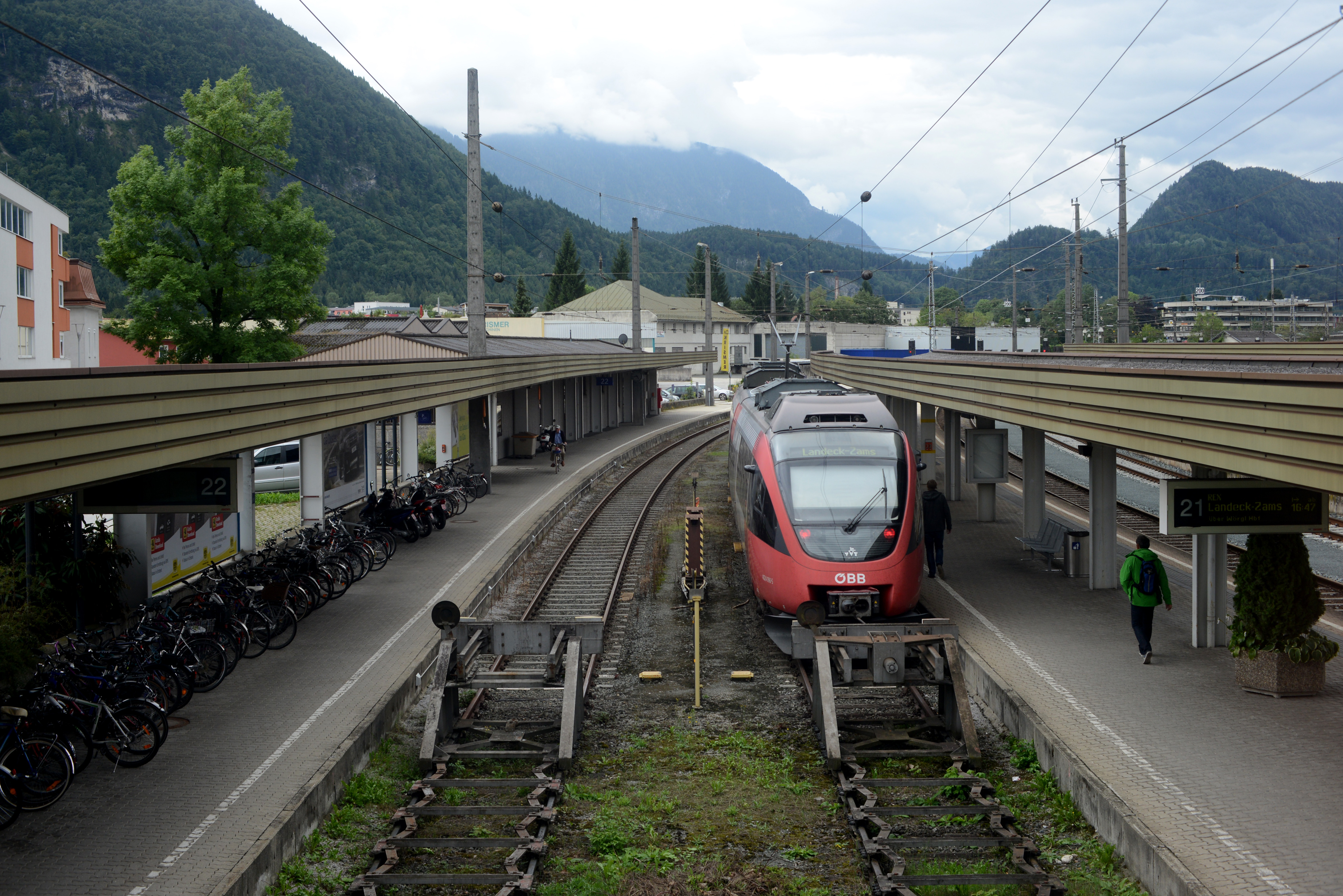
Triebwagen 4024 090 auf Bahnsteig 21 (2014)
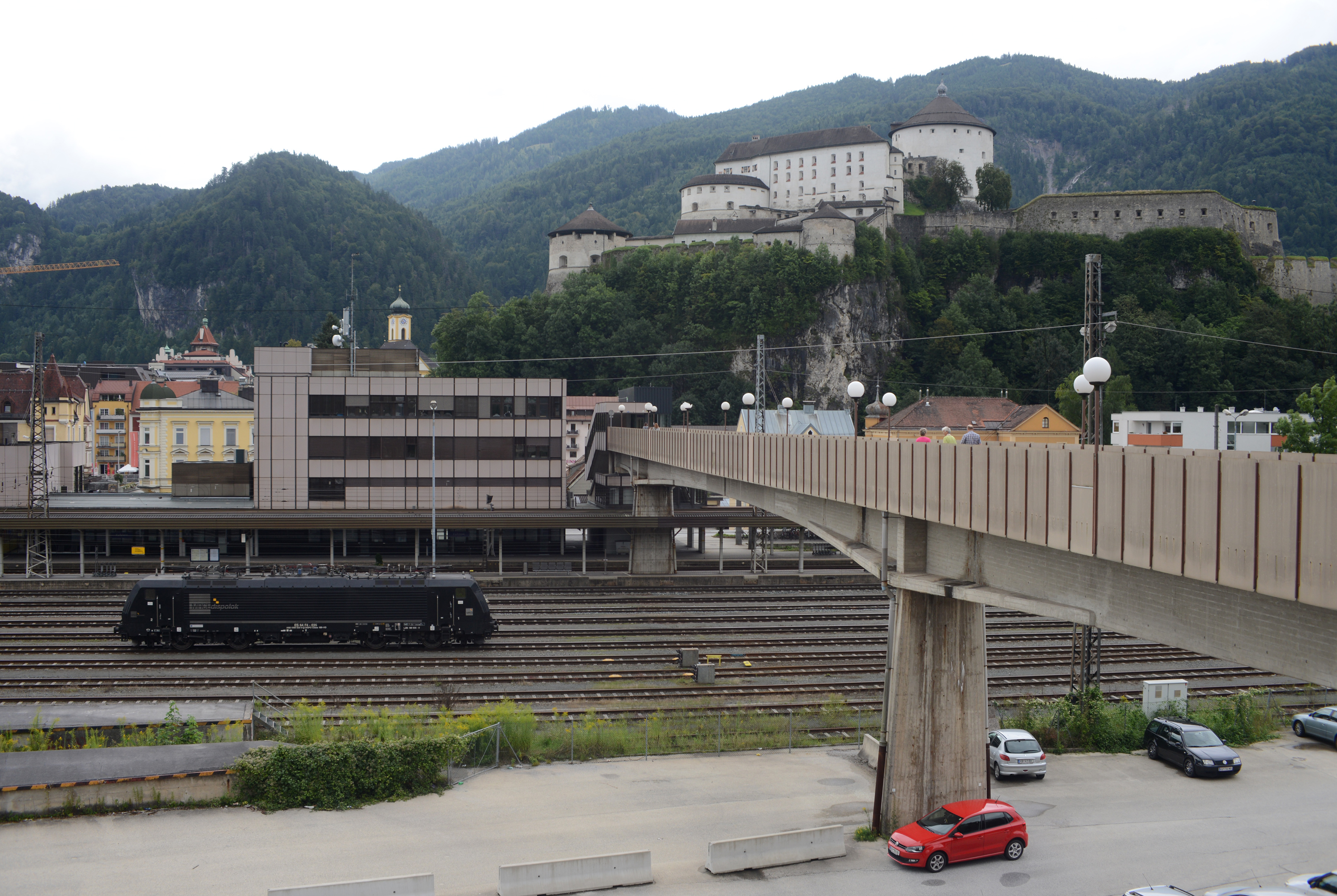
Zeller Steg über den Bahnhof (2014)
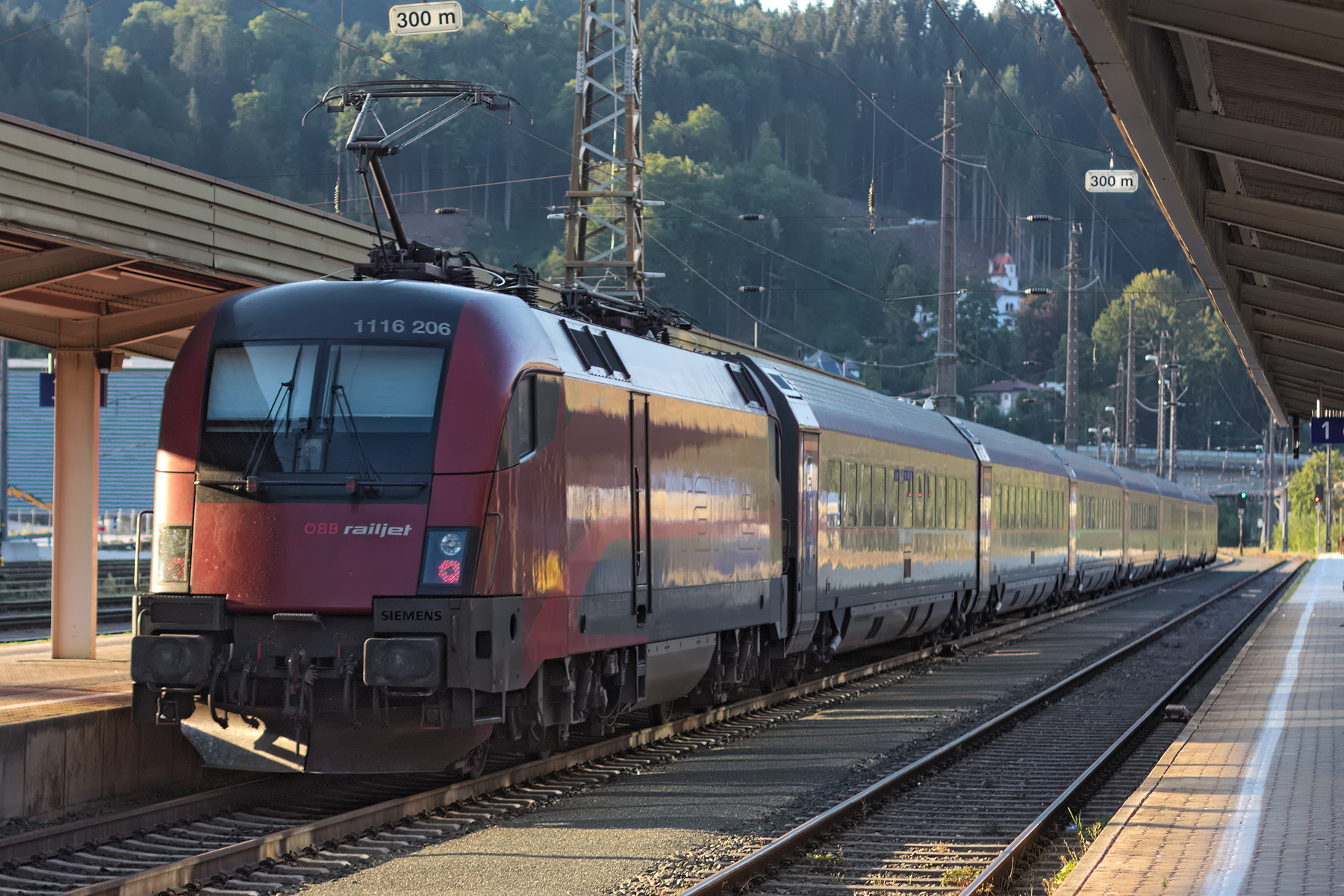
Lok 1116 206 mit Railjet auf Bahnsteig 2 (2018)
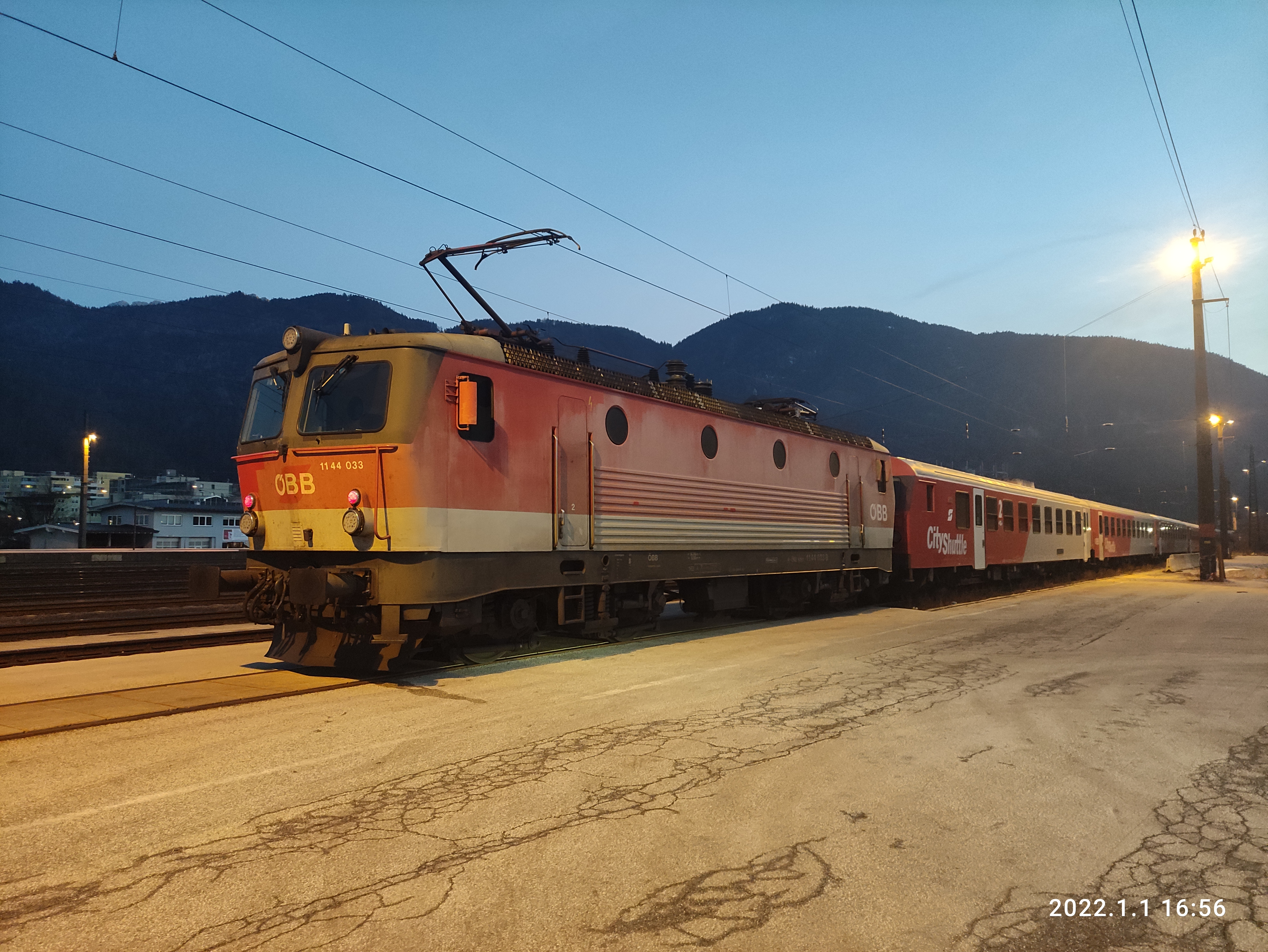
Lok 1144 033 mit Cityshuttle-Wagen (2022)